# Igualdad (semanario)
Igualdad fue una publicación periódica española, de tirada semanal, impresa en Valladolid. Nacida como sustituto del semanario Libertad, tuvo una corta existencia y solo se publicó entre 1932 y 1933.

## Historia
La revista fue fundada y dirigida por el líder fascista Onésimo Redondo, apareciendo su primer número el 14 de noviembre de 1932. Tuvo una existencia muy corta, siendo publicada entre 1932 y 1933. Igualdad nació como un sustituto temporal del prohibido periódico Libertad, cuya circulación había sido suspendida por las autoridades republicanas. Javier Martínez de Bedoya, redactor del mismo, también asumiría las funciones de dirección como redactor-jefe. A través del nuevo semanario, el líder jonsista Onésimo Redondo —que en ese momento estaba exiliado en Portugal— siguió emitiendo su propaganda sin rebajar el nivel de proselitismo.
Su último número fue publicado el 13 de noviembre de 1933, coincidiendo con la reaparición en público de Libertad por esas fechas.

## Colaboradores
Como redactores destacaron José Villanueva de la Rosa, Narciso García Sánchez, Emilio Gutiérrez Palma o Francisco González Armero («Paco Balón»). También colaboraron con el semanario, entre otros, Víctor Gómez Ayllón, Félix Santiago Marquina, Mariano Dávila Yagüe, Luis Benito Alonso, Eduardo Franco Cereceda o Juan Aparicio López.